# Skärtjärnen (Ore socken, Dalarna)
Skärtjärnen är en sjö i Rättviks kommun i Dalarna och ingår i Dalälvens huvudavrinningsområde.